# 秋本芳徳
秋本 芳徳（あきもと よしのり、1961年12月23日 - ）は日本の総務官僚で、竹中平蔵の元秘書官。東北新社役職員による総務省幹部接待問題で更迭され、懲戒処分を受けた。

## 人物
東京都出身。1988年東大法学部卒、旧郵政省入省。和光郵便局長から1995年官房総務課課長補佐。データ通信課課長補佐、国際政策課課長補佐、電気通信事業部事業政策課課長補佐、総合通信基盤局総務課課長補佐と5課の課長補佐を務める。
2005年に竹中平蔵総務大臣秘書官を経て2007年情報通信政策局情報通信政策課長。地域通信振興課長、放送政策課長、事業政策課長を歴任する。大臣官房企画課長、大臣官房総括審議官等を経て2020年情報流通行政局長。
2021年、東北新社からの違法接待問題に関与したとして官房付となり、その後減給の懲戒処分を受けた。さらに、NTTからの違法接待問題について、調査時には「記憶にない」と説明していたが、NTT側からの報告で明らかになり、鈴木茂樹とともにNTTから接待を受けていたことを認め、再び減給処分を受けた。2021年7月辞職。2022年電気通信普及財団理事長、マルチメディア振興センター評議員。2024年日本郵政常務執行役（法務部、経営企画部副担当）。

## 略歴
- 国家公務員I種試験（法律）合格[9]
- 1988年3月 東京大学法学部I類卒業
- 1988年4月 郵政省採用
- 1988年7月 郵政省貯金局金融自由化推進室[10]
- 1990年7月 郵便貯金振興会調査役
- 1992年7月 郵政省大臣官房文書課審議室主査
- 1994年7月 和光郵便局長
- 1995年2月 郵政省大臣官房総務課課長補佐
- 1997年7月 郵政省電気通信局電気通信事業部データ通信課課長補佐
- 1998年6月 郵政省大臣官房国際部国際政策課課長補佐
- 1999年5月 外務省在EU日本政府代表部一等書記官
- 2002年6月 総務省総合通信基盤局国際部国際政策課課長補佐
- 2002年7月 総務省総合通信基盤局電気通信事業部事業政策課課長補佐
- 2003年8月 総務省総合通信基盤局総務課課長補佐
- 2004年1月 総務省総合通信基盤局総務課調査官
- 2005年10月 総務省大臣官房付、（命）総務大臣秘書官事務取扱（竹中大臣）
- 2006年9月 総務省情報通信政策局総務課調査官
- 2007年7月 総務省情報通信政策局情報通信政策課長
- 2008年7月 総務省情報通信国際戦略局融合戦略企画官
- 2009年7月 総務省情報流通行政局郵政行政部貯金保険課保険計理監理官、（併）総務省情報通信国際戦略局参事官く通信。放送総合戦略担当）
- 2010年7月 総務省情報流通行政局地域通信振興課長
- 2012年8月 総務省情報流通行政局放送政策課長
- 2014年7月 総務省信越総合通信局長
- 2015年7月 総務省総合通信基盤局電気通信事業部事業政策課長
- 2016年6月 総務省総合通信基盤局総務課長
- 2017年7月 総務省大臣官房企画課長
- 2018年7月 総務省総合通信基盤局電気通信事業部長
- 2019年7月 総務省大臣官房総括審議官（情報通信担当）、（併）内閣官房副長官補付、（命）内閣官房情報通信技術(IT)総合戦略室室員
- 2020年7月 総務省情報流通行政局長
- 2021年2月 総務省大臣官房付
- 2021年7月 辞職
- 2022年6月 電気通信普及財団理事長
- 2024年6月 日本郵政常務執行役